# Miradouro do Pico Bartolomeu

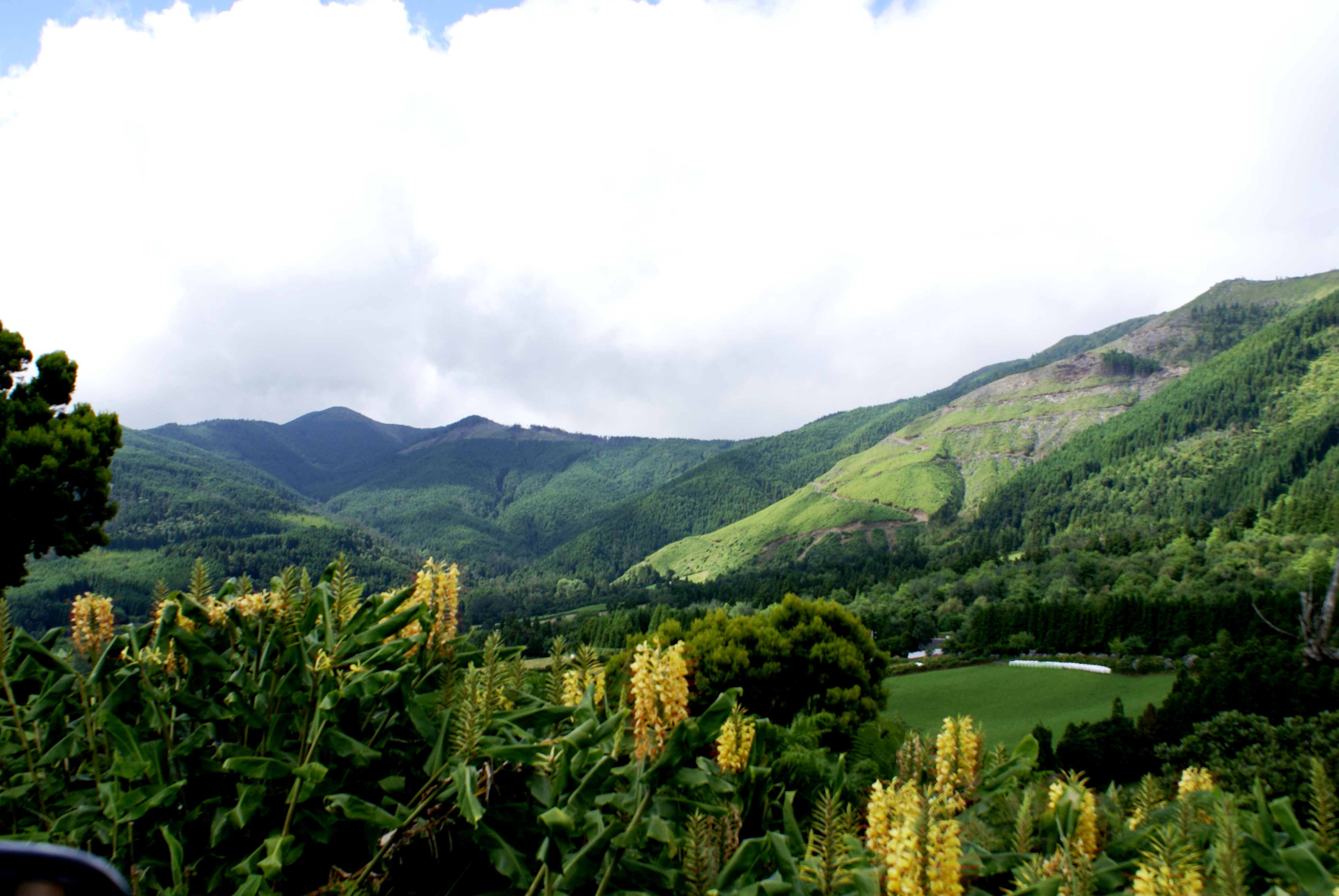
Miradouro do Pico Bartolomeu.

O Miradouro do Pico Bartolomeu é um mirante português localizado na ilha açoriana de São Miguel.
Do cimo deste miradouro e devido à altitude a que se encontra, que ronda os 800 metros é possível avistar uma longa extensão de terra e mar. Daqui, entre outras localidades avista-se o Faial da Terra, e Água Retorta, a Serra da Tronqueira e o Pico Verde.